# Rob Harris
Rob Harris, né le 27 août 1971 près de Cambridge en Angleterre, est un guitariste britannique (de préférence à la guitare électrique) actuellement membre du groupe anglais Jamiroquai.

## Biographie
Tout comme Matt Johnson de Jamiroquai, il apprit à jouer de la guitare assez tôt, à l'âge de 7 ans. Ses influences de jeu sont calquées sur Jimi Hendrix, et il est grand fan des Beatles.
Avec le départ de Simon Katz à la guitare à la fin du Synkronized Tour en 1999, Jamiroquai connaissait beaucoup de difficultés malgré leur succès, avec les précédents départs de Stuart Zender, puis de Wallice Buchamann en 2000 et Toby Smith en avril 2002. Le groupe faisait plusieurs auditions afin de pallier les départs massifs des anciens membres.
Son audition se passa en 2000. Jay Kay fut impressionné par son talent de guitariste et lui demanda de rejoindre le groupe, proposition qu'il accepta. Ses débuts dans le groupe furent lors de l'enregistrement de A Funk Odyssey où il travailla sur cinq chansons de l'album.
Il a aussi travaillé sur Dynamite en 2005, où il a composé la plupart des chansons avec Matt Johnson et Jay Kay. Devenu un membre assez important du groupe, il a aussi composé dans l'album Rock Dust Light Star sorti en 2010.
Hormis l'aventure déjà entamée avec Jamiroquai, Rob Harris a aussi travaillé pour plusieurs artistes dont The Young Punx, Kylie Minogue, Beverley Knight, Alphaville, et a notamment composé avec Matt Johnson Wonder Why de Julian Perretta.